# Володин, Борис Фёдорович
Бори́с Фёдорович Воло́дин (13 сентября 1950, Ленинград, СССР — 16 мая 2005, там же (Санкт-Петербург), РФ) — советский и российский библиотековед и библиограф, кандидат педагогических наук. Кандидат искусствоведения.

## Биография
Родился 13 сентября 1950 года в Ленинграде. Окончил Государственный институт культуры имени Н. К. Крупской, затем аспирантуру и защитил кандидатскую диссертацию в 1982 году по теме «Методологические проблемы анализа теории и практики зарубежного библиотечного дела». Работал библиографом в библиотеке Государственного института комплексного проектирования, а также в научно-исследовательском секторе ЛГИКа, где разрабатывал новейшие автоматизированные системы НТИ. С 1980 по 2005 год работал в НИО библиотековедения ГПБ, а также преподавал на высших библиотечных курсах РНБ.
Скончался 16 мая 2005 года в Санкт-Петербурге.

## Научные работы
Основные научные работы посвящены современному состоянию отечественного и зарубежного библиотечного дела. Автор свыше 200 научных работ.

Выступал с докладами во многих странах мира.

## Редакторская деятельность
- 1997-2001 — Петербургская библиотечная школа (главный редактор).